# Founder Technology Group
Founder Technology Group (Founder Group) ist ein chinesisches Unternehmen mit Firmensitz in Peking. Das Unternehmen ist im Aktienindex SSE 50 an der Shanghai Stock Exchange gelistet.
Das Unternehmen gehört zu den bedeutendsten Internettechnologieunternehmen in der Volksrepublik China. Founder Group wurde mit Unterstützung der Universität Peking 1986 gegründet. Zudem begann das Unternehmen als Hardwarehersteller sich zu spezialisieren. In den letzten Jahren hat sich das Unternehmen des Weiteren verstärkt im Bereich Medizintechnik und Pharmazie spezialisiert. Zum Unternehmen gehören mehrere Tochterunternehmen.

## Einzelnachweis
1. 1 2  About Founder Group (Memento vom 21. Januar 2010 im Internet Archive)